# Sauber C21
La Sauber C21 è una vettura di Formula 1, costruita dal team Sauber per partecipare al Campionato mondiale di Formula 1 2002.

## Contesto

### Piloti

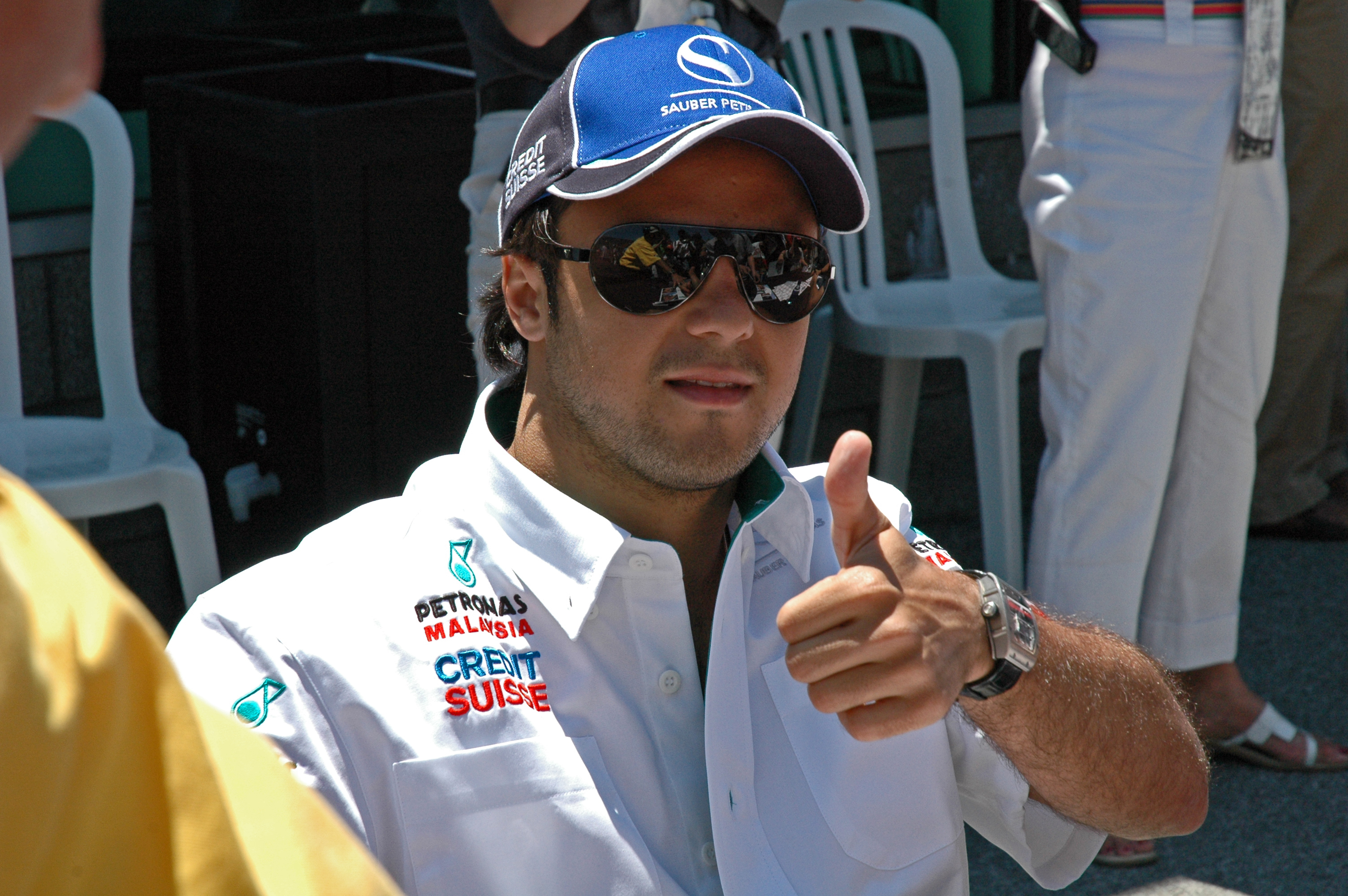
Felipe Massa all'esordio assoluto in Formula 1 all'età di 21 anni: per il brasiliano è la prima di 16 stagioni nella massima serie

Per il secondo anno di fila Nick Heidfeld viene riconfermato dal team come prima guida, mentre Kimi Räikkönen passa in McLaren al posto di Mika Häkkinen, ritiratosi dalla Formula 1 a fine 2001. Il posto del finlandese viene preso dall'esordiente Felipe Massa, che, dopo aver vinto il campionato di Formula 3000 nel 2001, nel settembre dello stesso anno viene contattato da Peter Sauber che gli offre di girare con la vettura sul circuito del Mugello. Il pilota brasiliano fa registrare ottimi tempi sul giro, tanto che il patron decide di ingaggiarlo per la stagione 2002, proponendogli un contratto annuale con un'opzione per i successivi due anni a favore della squadra elvetica. .

## Piloti
| Piloti ufficiali       | Piloti ufficiali      | Piloti ufficiali |
| Nazione                | Nome                  | Numero           |
| ---------------------- | --------------------- | ---------------- |
| Germania (bandiera)    | Nick Heidfeld         | 7                |
| Brasile (bandiera)     | Felipe Massa          | 8                |
| Germania (bandiera)    | Heinz-Harald Frentzen | 8                |
| Piloti di riserva      |                       |                  |
| Nazione                | Nome                  | Nome             |
| Svizzera (bandiera)    | Neel Jani             | Neel Jani        |
| Paesi Bassi (bandiera) | Jos Verstappen        | Jos Verstappen   |

## Caratteristiche tecniche

### Telaio e aerodinamica
Inizialmente, la nuova C21 non differenzia molto dalla vecchia Sauber C20, essendo una stretta evoluzione della stessa, rivista in aree particolari come il retrotreno, l'airbox (ora in forma triangolare e non più rotonda) e lo schema delle sospensioni. Nel corso della stagione, poi, sono stati fatti passi avanti con l'aerodinamica, il fondo, il cofano motore, l'ala anteriore e la riduzione del peso grazie agli aggiornamenti portati di gara in gara nonostante l'assenza di una propria galleria del vento, i cui lavori sono iniziati nel 2002 e ultimati nel 2003

### Meccanica
Per il sesto anno consecutivo, la Sauber monta motori Ferrari rimarchiati però con il nome Petronas in virtù della partnership tra la scuderia elvetica e il colosso del petrolio malese.
Il motore della Sauber C21 è dunque il Petronas 02A (Ferrari Tipo 050): la specifica, risalente al 2001 e montata in precedenza sulla Ferrari F2001, è, come da regolamento FIA, un 10 cilindri a V di cilindrata 3.0 che però si dimostra essere 15 CV inferiore al vecchio Petronas 01A (Ferrari Tipo 050) nonostante il peso invariato (105 kg) e lo stesso numero di giri/minuto (16.500).
Oltre alla nuova unità, anche il cambio è stato aggiornato in modo da essere meno ingombrante e più leggero.

## Livrea e sponsor

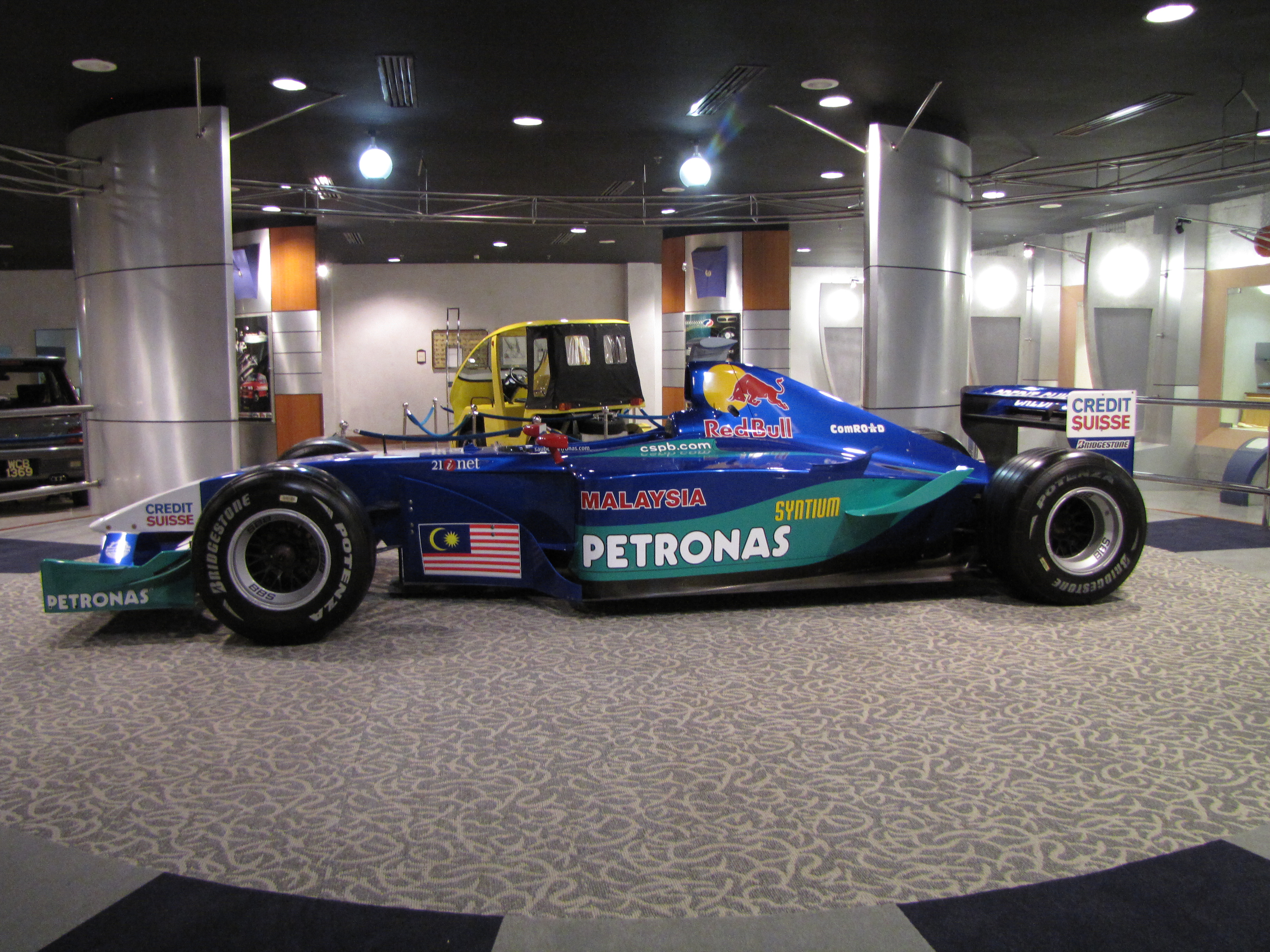
Vista laterale della Sauber C21

Anche la livrea rimane quasi invariata rispetto alla C20: il colore principale resta sempre il blu chiaro a cui fanno compagnia gli sponsor Credit Suisse, Red Bull, il main sponsor Petronas, Temenos, Magneti Marelli e Bridgestone. Alcune parti della vettura come le pance laterali e i lati dell'abitacolo sono colorati in verde acqua mentre sono presenti nei bargeboard, negli specchietti e nei lati dell'airbox il logo e i colori Red Bull (giallo e rosso). Il muso anteriore è ancora una volta colorato in bianco fino all'ala anteriore dove il flap interno rimane bianco mentre quello esterno torna a essere blu.

## Presentazione
La vettura è stata presentata il 25 gennaio 2002 presso la sede Sauber di Hinwil, Svizzera

## Stagione

### Campionato
Il team ha  come unico obiettivo quello di ripetere e migliorare i buoni risultati della stagione precedente.
Nonostante le buone premesse, però, la Sauber si dimostra essere la quinta forza del campionato a partire dal primo Gran Premio in Australia, dove Heidfeld e Massa si qualificano a centro gruppo, finendo però la gara dopo la prima curva a causa di una carambola innescata da Rubens Barrichello e Ralf Schumacher che ha coinvolto, oltre ai due Sauber, altre 6 vetture costringendole al ritiro.
La scuderia elvetica ha però modo di riscattarsi in Malesia, chiudendo con entrambe le C21 in zona punti con Heidfeld quinto e Massa sesto che conquista quindi i primi punti in carriera. Dopo aver chiuso con un doppio ritiro in Brasile e fuori dai punti a Imola, Heidfeld e Massa tornano nuovamente a punti in Spagna, chiudendo entrambi a pieni giri in quarta e quinta posizione, in quello che si rivela essere il miglior weekend dell'anno.
Ed infatti, dopo l'exploit di Barcellona, le due C20 fanno fatica sia in qualifica sia in gara, eccezion fatta per l'Austria, dove il team disputa la miglior qualifica della stagione (Heidfeld 5° e Massa 7°) e arriva quasi a punti con Heidfeld, che però si deve fermare dopo 27 giri dopo una collisione con Takuma Sato mentre era quinto.
Nel resto delle gare, il tedesco riesce ad andare a punti solo in Gran Bretagna e in Germania mentre il brasiliano solo in Europa, segno che la vettura non ricalcava minimamente le orme della sua antenata nonostante gli aggiornamenti portati nel corso del campionato. Inoltre, ad aggiungersi alle difficoltà della vettura c'è anche l'inesperienza di Massa che al primo anno nella massima serie si dimostra tanto veloce quanto irruento, rendendosi protagonista di alcuni errori, in particolare a Monza dove entra in collisione con la Jaguar di Pedro de la Rosa, rimediando la squalifica per il successivo Gran Premio degli Stati Uniti, in cui fu sostituito dal tedesco Heinz Harald Frentzen (vecchia conoscenza del team in quanto ci ha debuttato e corso dal 1994 al 1996), rimasto a piedi dopo il fallimento della Arrows. 
La stagione del team svizzero si conclude senza particolari acuti al quinto posto nel campionato costruttori con 11 punti, scavalcati anche alla Renault, nel frattempo ritornata in Formula 1 rilevando il team Benetton.

## Risultati completi
| Anno | Team   | Motore               | Gomme | Piloti   |     |   |     |    |   |     |     |    |   |   |     |   |   |     |     |    |     | Punti | Pos. |
| ---- | ------ | -------------------- | ----- | -------- | --- | - | --- | -- | - | --- | --- | -- | - | - | --- | - | - | --- | --- | -- | --- | ----- | ---- |
| 2002 | Sauber | Petronas 02A 3.0 V10 | B     | Heidfeld | Rit | 5 | Rit | 10 | 4 | Rit | 8   | 12 | 7 | 6 | 7   | 6 | 9 | 10  | 10  | 9  | 7   | 11    | 5º   |
| 2002 | Sauber | Petronas 02A 3.0 V10 | B     | Massa    | Rit | 6 | Rit | 8  | 5 | Rit | Rit | 9  | 6 | 9 | Rit | 7 | 7 | Rit | Rit |    | Rit | 11    | 5º   |
| 2002 | Sauber | Petronas 02A 3.0 V10 | B     | Frentzen |     |   |     |    |   |     |     |    |   |   |     |   |   |     |     | 13 |     | 11    | 5º   |

| Legenda | 1º posto     | 2º posto | 3º posto    | A punti         | Senza punti/Non class.  | Grassetto – Pole position Corsivo – Giro più veloce |
| Legenda | Squalificato | Ritirato | Non partito | Non qualificato | Solo prove/Terzo pilota | Grassetto – Pole position Corsivo – Giro più veloce |